# Сергеева, Ольга Федосеевна
Ольга Федосеевна Сергеева (27 сентября 1922, Перелазы, Витебская губерния — 8 декабря 2002) — фольклорная певица, ставшая музыкальным символом родины для Андрея Тарковского в его фильме «Ностальгия» (там звучат песни в исполнении Сергеевой — «Ой, кумушки, кумитеся» и свадебный плач «Кормилец-Божухна»).
«Знак русского» — так определял песни Ольги Сергеевой Андрей Тарковский. Оказала огромное влияние на множество фольклорных исполнителей, среди которых Евгения Смольянинова и Пелагея. Певицу отличал богатый репертуар и только ей присущая манера исполнения, сочетающая в себе строгость и открытость, эмоциональную сдержанность и душевную простоту, проникновенный голос звучал то сдержанно, то пускался в удивительные вокальные импровизации.

## Биография
Ольга Федосеевна Сергеева родилась 27 сентября 1922 года в деревне Перелазы Усвятского района в бедной крестьянской семье. С детства работала с матерью на ферме, на разных полевых работах. Там и слушала, как поют песни в поле женщины. А ещё девочка бегала к соседке слушать, как она поет, пока все песни её не переняла. В 1947 году вышла замуж, родила и воспитала четверых детей.
Фольклористы Санкт-Петербурга, Москвы, Молдавии, Франции записывали от неё песни самых разных жанров.
Ольга Сергеева трижды была в Ленинграде, где выступала в этнографических концертах Дома композиторов на ленинградском радио, а также записывалась на пластинках фирмы «Мелодия».
Ольга Федосеевна умерла 8 декабря 2002 года в возрасте 80 лет. В 2004 году, в годовщину смерти Ольги Сергеевой в районном центре Усвяты был устроен фольклорный праздник областного значения. С 2006 года Псковский областной центр народного творчества включил в план своей работы проведение ежегодного фольклорного фестиваля имени О. Ф. Сергеевой.

## Фильмография
- 1983 год — Ностальгия (фильм) — «Знак русского» — так определял песни Сергеевой Андрей Тарковский. Песню Сергеевой «Кумушки», а также свадебный плач и имитацию скрипичного наигрыша «языком» (голосом, подражающим звучанию инструмента) он процитировал в своей картине[4].
- 1987 год — Евгения Смольянинова и Ольга Сергеева. Русские народные песни[5]. Уникальная исполнительница, хранительница русских народных песен (Псковская область) Ольга Федосеевна Сергеева и её ученица, певица Евгения Смольянинова в фильме-концерте «Поделиться добротой. Уроки музыки», Лентелефильм, 1987 год.
- 1988 год — «За кем замужем певица?» В фильме звучит песня в исполнении Сергеевой — «Ой, кумушки, кумитеся». Примечательно, что исполненный Сергеевой вариант отличается от её же варианта 1971-78 годов, который был записан на пластинку «О. Сергеева, Усвятские свадебные песни». Благодаря хорошему звуковому монтажу, так и хочется верить, что запись песни была сделана именно для этого фильма, а не взята из полевых записей этнографических экспедиций[6].
- 1992 год — Фольклорно-Этнографическая Экспедиция Псковского ОЦНТ[7][8][9].
- 2000 год — «Прощание с Меховым» (фильм). Снят в 2000 году на Псковщине и Витебщине, при содействии фольклористов Ирины Ромодиной и Александра Ромодина. Операторская работа Александр Соколков /Москва/ для арт-канала ZDF Берлин /Иохен Крауссер, Ульрике Хунт /Бонн/. ДВ видео на 25:41 поёт Ольга Сергеева — Календарные песни. Мой негодяй захворел (Масленка)[10][11].
- 2003 год — В фильме «Бабуся» звучат песни в исполнении Сергеевой «У зелёном у саду пташечка пропела», «А я знаю, что в нашем караваю» и др.
- 2003 год — «Про раков». Фильм Валентина Ольшванга. Звучит песня Ольги Федосеевны Сергеевой.